# Cannon
Cannon es una serie de televisión policial estadounidense, emitida por la cadena CBS entre 1971 y 2000. En 2002, además, se rodó una película directamente estrenada en televisión, que continuaba las peripecias del personaje que da título a la serie y protagonizada por el mismo actor, bajo el título de The Return of Frank Cannon.

## Argumento
Frank Cannon (William Conrad) es un expolicía, reconvertido a detective privado, con evidentes problemas de peso pero muy eficaz en la resolución de los casos que se le plantean. Suele presentar elevadas facturas a sus clientes de la alta sociedad para así poder igualmente investigar gratuitamente los casos que le presentan ciudadanos menos afortunados.

## Invitados
Entre los actores que tuvieron apariciones episódicas en la serie, figuran Tom Skerritt, Shelley Duvall, David Janssen, Mike Farrell, Sheree North, Nick Nolte, Tina Louise, Donna Mills, Robert Loggia, Peter Strauss, Claudia Jennings, Judson Pratt y David Soul. Además, Martin Sheen interpretó durante varios episodios a un expolicía. 

## Lista de episodios
| - The Salinas Jackpot - Death Chain - Call Unicorn - Country Blues - Scream of Silence - Fool's Gold - The Girl in the Electric Coffin - Dead Pigeon - A Lonely Place to Die - No Pockets in the Shroud - Stone, Cold Dead - Death Is a Double Cross - The Nowhere Man - Flight Plan - Devil's Playground - Treasure of Saint Ignacio - Blood on the Vine - To Kill a Guinea Pig - The Island Caper - A Deadly Quiet Town - A Flight of Hawks - The Torch - Cain's Mark - Murder by Moonlight - Bad Cats and Sudden Death - Sky Above, Death Below - Bitter Legion - That Was No Lady - Stakeout - The Predators - A Long Way Down - The Rip Off - Child of Fear - The Shadow Man - Hear No Evil - The Endangered Species - Nobody Beats the House - Hard Rock Roller Coaster - The Dead Samaritan - Death of a Stone Seahorse - Moving Target - Murder for Murder - To Ride a Tiger - The Prisoners - The Seventh Grave - Catch Me If You Can - Press Pass to the Slammer - Deadly Heritage - He Who Digs a Grave (1) - He Who Digs a Grave (2) - Memo from a Dead Man - Hounds of Hell - Target in the Mirror - Murder by Proxy - Night Flight to Murder - Come Watch Me Die - The Perfect Alibi - The Dead Lady's Tears - The Limping Man - Trial by Terror - Murder by the Numbers - Valley of the Damned - A Well Remembered Terror - Arena of Fear - Photo Finish - Duel in the Desert - Where's Jennifer? - Blood Money - Death of a Hunter - The Cure That Kills - Bobby Loved Me - Triangle of Terror - The Stalker | - Kelly's Song - The Hit Man - Voice from the Grave - Lady in Red - The Deadly Trail - The Exchange - The Avenger - A Killing in the Family - Flashpoint - The Man Who Couldn't Forget - The Sounds of Silence - The Prisoner - Daddy's Little Girl - The Conspirators - Coffin Corner - Perfect Fit for a Frame - Killer on the Hill - Missing at FL307 - The Set Up - The Investigator - Lady on the Run - Vengeance - Tomorrow Ends at Noon - Search and Destroy - Nightmare - The Deadly Conspiracy - The Wrong Medicine - The Iceman - The Victim - The Man Who Died Twice - A Touch of Venom - Man in the Middle - Fall Guy - The Melted Man - The Wedding March - The Hero - To Still the Voice - The Star (1) - The Star (2) - The Games Children Play - The Reformer - The House of Cards - Revenge - Cry Wolf - The Quasar Kill - Snapshot - Point After Death - Bloodlines - Madman |

- Datos: Q1033458